# Snaigė
Snaigė (Сне́йґє — «сніжинка») — литовська компанія, що займається виготовленням холодильників. 
Штаб-квартира компанії розташована в Алітусі. Єдиний виробник холодильного устаткування в балтійських країнах. Виробляє більш ніж 30 моделей і близько 200 модифікацій холодильників, морозильників, вітрин і винних холодильників, запасні частини до них. 97% продукції експортується більш ніж у 30 країн Європи й Азії. Станом на 2014 рік виробничі потужності становили 550 000 холодильників і морозильників на рік.

## Історія
У 1963 на виробничій базі Алітуського машинобудівного заводу почали випуск перших побутових холодильників у Литві.
У 1964 обладнали перший конвеєр холодильних агрегатів.
У 1966 значно вдосконалили виробничий процес: запустили конвеєри зі збирання холодильників.
У 1967 обладнана нова лінія з виробництва пластмасових деталей, яку придбали в Німеччині й Угорщині.
У 1975 випущено більш ніж 1 млн. холодильників.
У 1977 Snaigė увійшла до об'єднання АТЛАНТ.
У 1983 почався експорт продукції АB Snaigė закордон.
У 1990 товариство перейшло в підпорядкування Литовській Республіці.
У 1992 AB Snaigė приватизували як акціонерне товариство.
У 2004 підприємство відкрило нову фабрику в Калінінграді.
У 2009 через девальвацію рубля, компанія закрила завод у Калінінграді.
У 2011 російська компанія «Полаір» придбала 59,86% акцій компанії.
У 2017 контрольний пакет акцій перейшов до зареєстрованої на Кіпрі компанії «Sekenora Holdings Limited».